# Горшков, Анатолий Иванович
Анато́лий Ива́нович Горшко́в (род. 4 августа 1958) — советский и украинский легкоатлет, специалист по спортивной ходьбе. Выступал за сборные СССР и Украины по лёгкой атлетике в 1980-х и 1990-х годах, двукратный победитель Кубка мира в командном зачёте, призёр первенств всесоюзного значения, участник ряда крупных международных стартов.

## Биография
Анатолий Горшков родился 4 августа 1958 года. Занимался лёгкой атлетикой в Киеве, состоял в добровольном спортивном обществе «Динамо».
Впервые заявил о себе на всесоюзном уровне в сезоне 1983 года, когда в ходьбе на 20 км выиграл серебряную медаль на чемпионате страны в рамках VIII летней Спартакиады народов СССР в Москве — уступил здесь только харьковчанину Николаю Винниченко. Попав в состав советской сборной, выступил на впервые проводившемся чемпионате мира по лёгкой атлетике в Хельсинки, где в той же дисциплине занял итоговое 11-е место. На Кубке мира в Бергене показал восьмой результат в личном зачёте 20 км и тем самым помог своим соотечественникам выиграть общий мужской зачёт (Кубок Лугано).
В 1985 году на дистанции 20 км получил серебро на чемпионате СССР в Ленинграде, тогда как на Кубке мира в Сент-Джонсе занял 11-е место в личном зачёте и стал серебряным призёром командного зачёта.
В 1986 году был пятым на Играх доброй воли в Москве.
В 1987 году с личным рекордом 1:20:04 выиграл бронзовую медаль на Кубке мира в Нью-Йорке и вновь победил в командном зачёте — с показанным здесь результатом по итогам сезона стал шестым в мировом рейтинге. Также принял участие в чемпионате мира в Риме, где занял 26-е место.
После распада Советского Союза выступал за украинскую национальную сборную. Так, в 1995 году представлял Украину на Кубке мира в Пекине, показав в ходьбе на 20 км 49-й результат.
В 1997 году на Кубке мира в Подебрадах установил личный рекорд в дисциплине 50 км — 4:01:01, занял с этим результатом итоговое 38-е место.
По завершении активной спортивной карьеры регулярно участвовал в любительских и ветеранских соревнованиях по лёгкой атлетике. В частности, в 2018 году на мастерском чемпионате мира в Малаге завоевал серебряную медаль в ходьбе на 10 км в возрастной категории M60.